# فیلم موزیکال

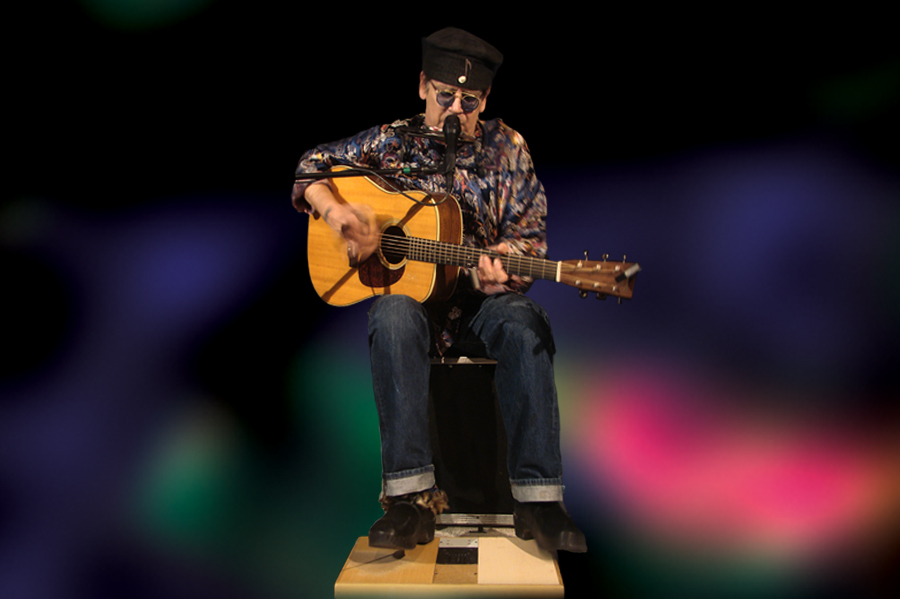
One man band یک نمونه فیلم موزیکال است

فیلم موزیکال یکی از ژانرهای فیلم است که در آن‌ها شخصیت‌های و نقش‌های فیلم در طول فیلم از خواندن ترانه استفاده می‌کنند. در اینگونه فیلم‌ها از ترانه‌ها و آوازها برای پیشبرد فیلم و معرفی شخصیت‌ها استفاده می‌شود. در بیشتر موارد همراه با خواندن ترانه از عناصر طنز، موسیقی و رقص نیز استفاده می‌شود.